# Докторске академске студије
Докторске академске студије или докторат су студије трећег степена, а након завршених студија, кандидат стиче звање  доктор наука.

## О докторским студијама
Период трајања докторских студија је минимум 3 године. Докторске студије се изводе на основу акредитованог студијског програма који може бити из једне или више научних области. Основни принципи докторских студија су научно истраживање и учење кроз истраживање, рад на усавршавању и иновацијама

### Докторска дисертација
Након положених свих испита на докторским студијама, кадидат има и завршни део, а то је докторска дисертација и она представља самостални и оригинални научноистраживачки рад кандидата у одређеној  научној области и подложна је јавној оцени. Лице које одбрани докторску дисертацију стиче научни назив „доктора наука“ (PhD) у одговарајућој научној области. Промоција доктора наука је јавни чин којим ректор Универзитета јавно проглашава кандидата који је одбранио докторску дисертацију за доктора наука у одговарајућој области.

### Називи доктора наука
Називи за кандидате који заврше докторске студије су:
- Ph. D. (доктор наука)
- Dr. sci. (доктор медицинских наука)
- Dr.juris (доктор правних наука)